# Municipio de Richland (condado de Fairfield)
El municipio de Richland (en inglés: Richland Township) es un municipio ubicado en el condado de Fairfield en el estado estadounidense de Ohio. En el año 2010 tenía una población de 2195 habitantes y una densidad poblacional de 33,7 personas por km².

## Geografía
El municipio de Richland se encuentra ubicado en las coordenadas 39°47′13″N 82°26′4″O / 39.78694, -82.43444. Según la Oficina del Censo de los Estados Unidos, el municipio tiene una superficie total de 65.13 km², de la cual 64,06 km² corresponden a tierra firme y (1,64 %) 1,07 km² es agua.

## Demografía
Según el censo de 2010, había 2195 personas residiendo en el municipio de Richland. La densidad de población era de 33,7 hab./km². De los 2195 habitantes, el municipio de Richland estaba compuesto por el 97,18 % blancos, el 1 % eran afroamericanos, el 0,14 % eran amerindios, el 0,14 % eran asiáticos, el 0,09 % eran de otras razas y el 1,46 % eran de una mezcla de razas. Del total de la población el 0,5 % eran hispanos o latinos de cualquier raza.